# الوجه الشاحب (فلم 1922)
الوجه الشاحب (بالإنجليزية:The Paleface) هو فيلم كوميدي صامت أُنتج سنة 1922 تأليف وإخراج وبطولة باستر كيتون.

## طاقم التمثيل
- باستر كيتون
- فيرجينيا فوكس
- جو روبرتس

## وصلات خارجية
- الوجه الشاحب متوفر للتحميل المجاني على أرشيف الإنترنت
- الوجه الشاحب على موقع IMDb (الإنجليزية)
- الوجه الشاحب على موقع أول موفي (الإنجليزية)
- الوجه الشاحب على موقع قاعدة بيانات الفيلم (الإنجليزية)
- الوجه الشاحب على موقع ليتربوكسد (الإنجليزية)
- الوجه الشاحب على موقع كينوبويسك (الروسية)